# Výstup do vesmíru
Výstup do vesmíru (anglicky Extra-Vehicular Activity, zkratka EVA) označuje souhrnně veškeré činnosti astronautů, které se provádějí mimo kosmickou loď. Jedná se především o venkovní práce na kosmických stanicích.

## Historie
První výstup člověka do volného vesmíru (EVA) se datuje 18. března 1965, kdy Alexej Leonov připoután lanem a oblečen ve skafandru opustil mateřskou loď Voschod 2. Druhý výstup do volného prostoru se uskutečnil v rámci mise Gemini 4, kdy se Edward White stal prvním Američanem ve volném vesmíru. 21. července 1969 uskutečnil Neil Armstrong první výstup, který nebyl do volného vesmíru, nýbrž na povrch Měsíce. Dále se po tomto měsíčním EVA uskutečnilo dalších 13 výstupů na povrch Měsíce, při misích Apollo 12 - 17.
První EVA v hlubokém vesmíru se uskutečnilo v roce 1971 při misi Apollo 15, kdy Američan Alfred Worden, po TEI (Trans-Earth Injection - navedení na dráhu k Zemi) vystoupil z lodi Apollo a vyzvedl ze SIM bay kazety s filmy a daty přístrojů pro dálkové zkoumání Měsíce.
Poslední EVA v hlubokém vesmíru se uskutečnilo 17. prosince 1972, Američanem Ronaldem Evansem, taktéž při vyzvednutí filmových kazet po TEI při misi Apollo 17.
Do srpna 1979 bylo evidováno 26 výstupů na povrch kosmické lodě či stanice. Od té doby jsou výstupy EVA běžnou součástí pracovního režimu na kosmických lodích USA a SSSR (nyní Ruska) a vesmírných orbitálních stanicích.

## Druhy EVA
Později byly tyto výstupy kategorizovány, dnes se rozeznávají tyto druhy EVA:
- práce ve skafandru v lodi či stanici
- práce ve výstupních dveřích stanic a lodí
- výstupy a práce na povrchu Měsíce
- výstup s přivázáním lanem
- výstup bez upoutání na manévrovací jednotce MMU (Manned Maneuvering Unit)

## Galerie

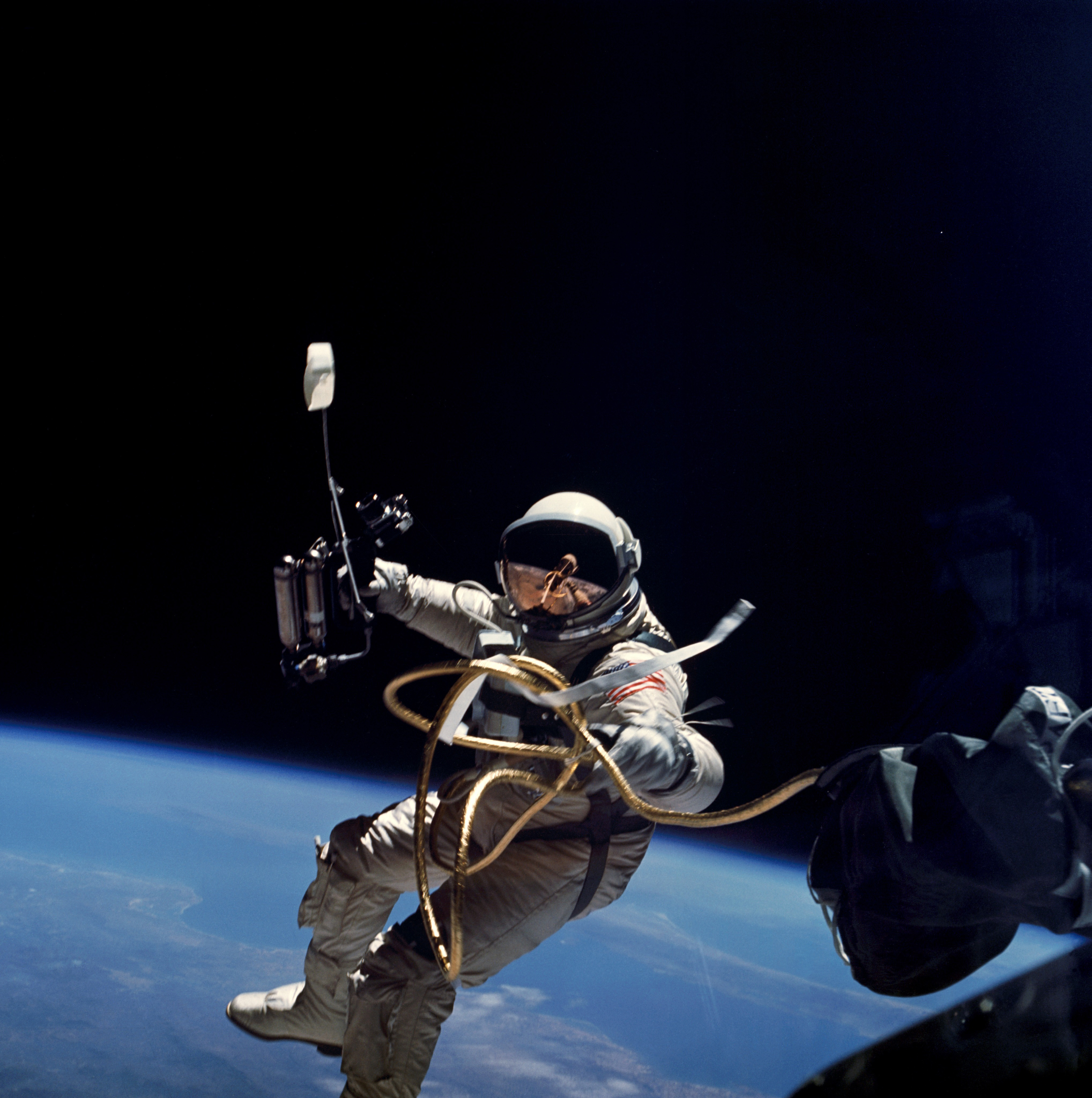
Edward White při prvním americkém výstupu do vesmíru
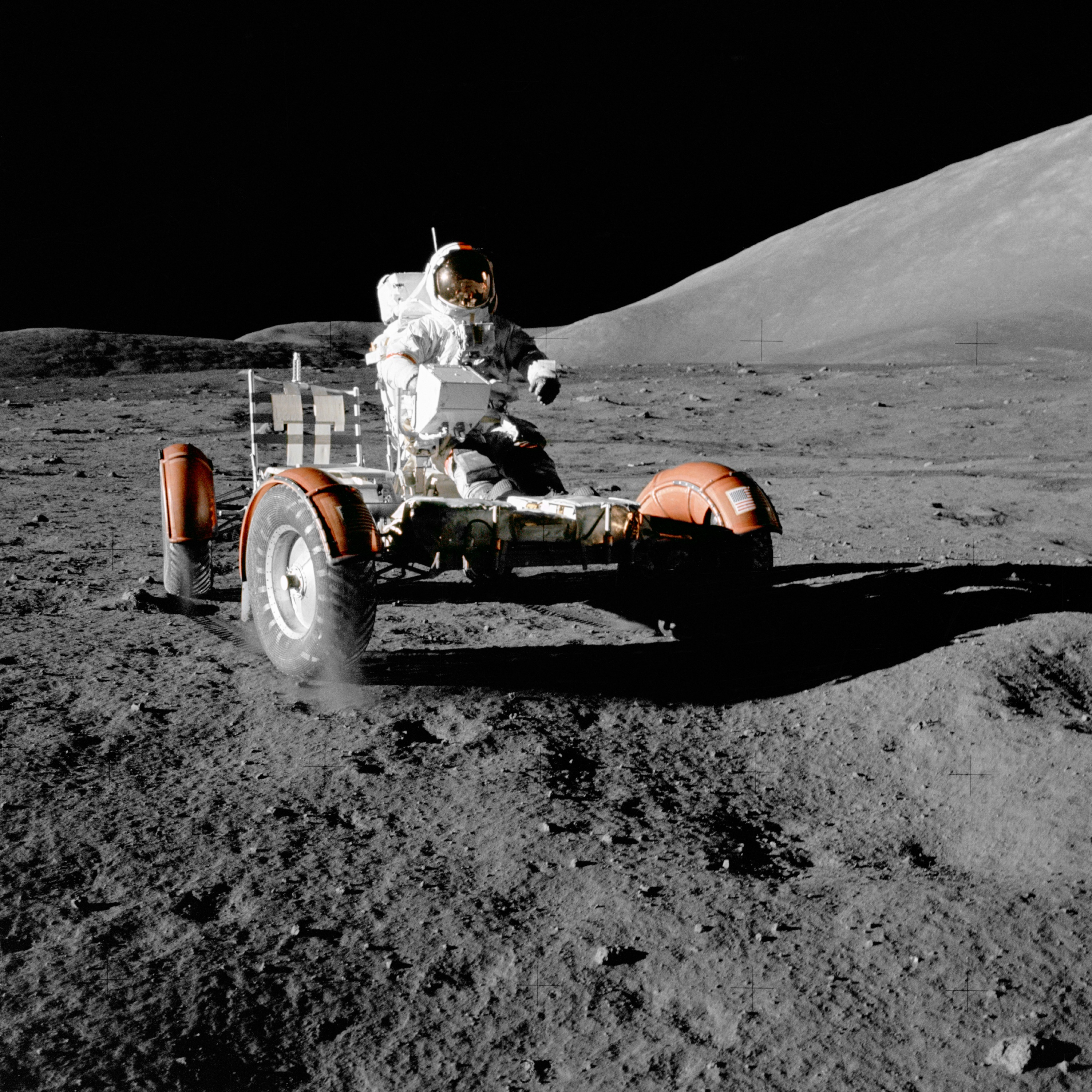
Eugene Cernan během první EVA mise Apollo 17 na Měsíčním povrchu v Lunar rover.
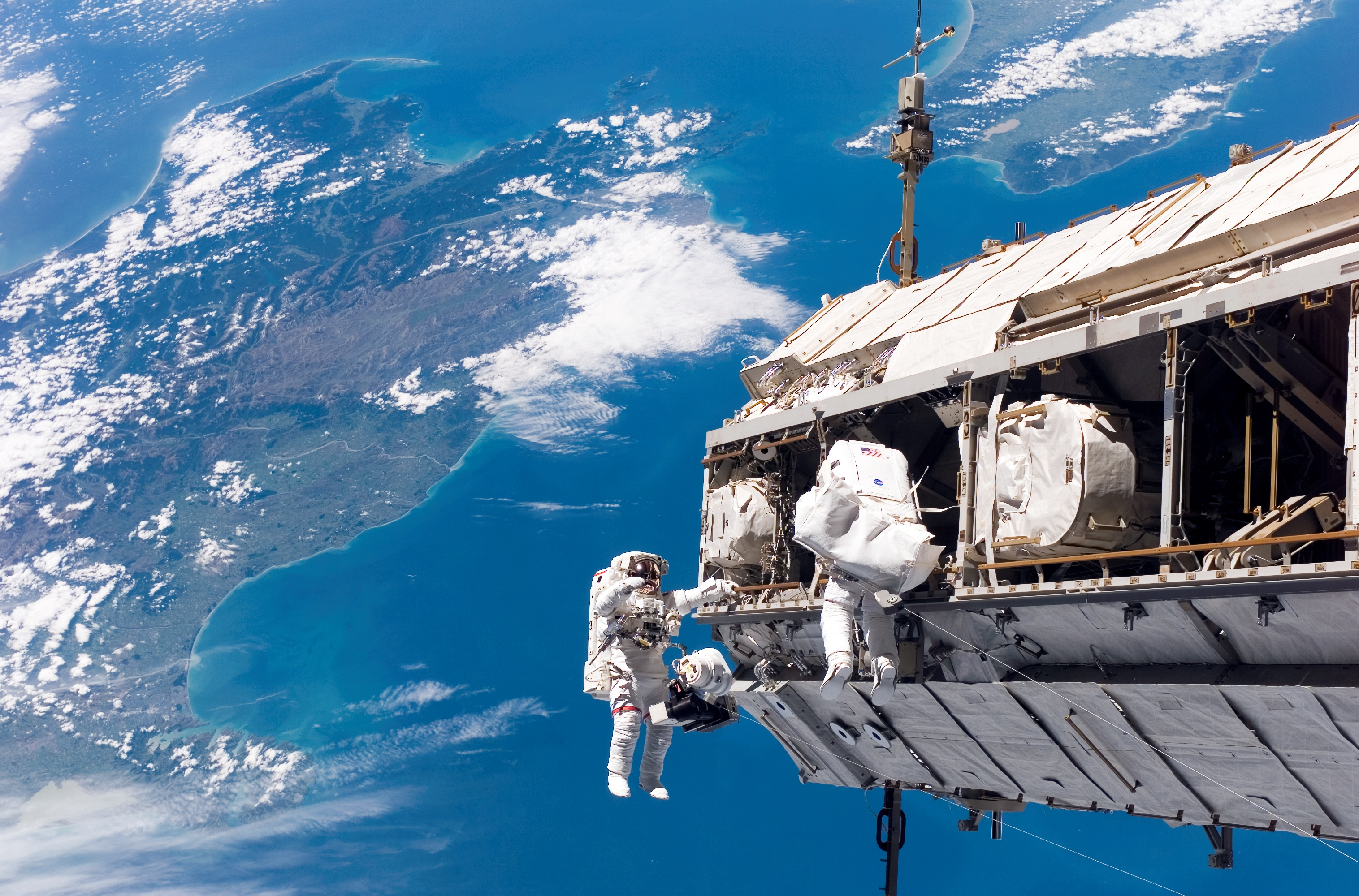
EVA při misi STS-116
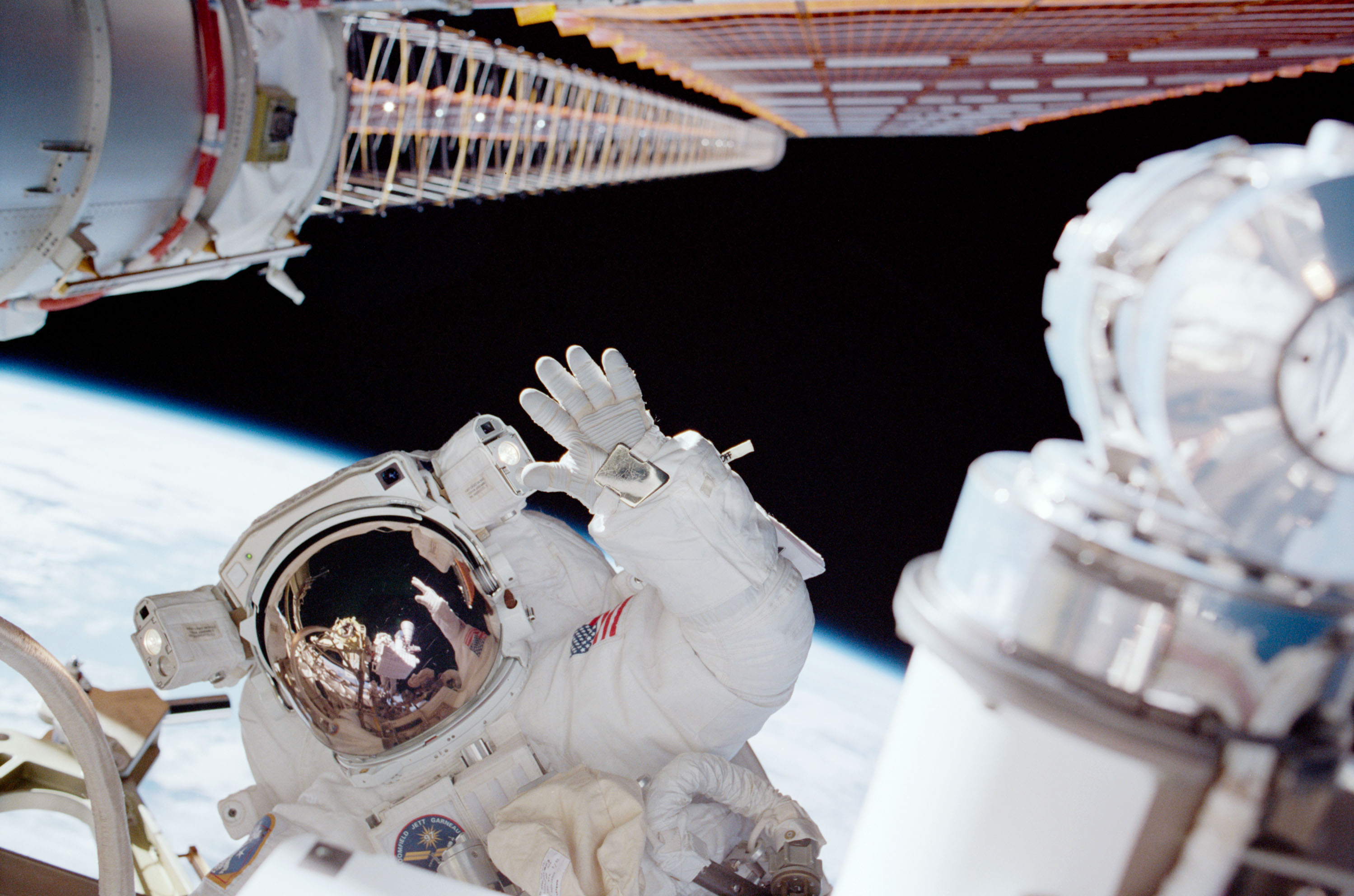
EVA při misi STS-97
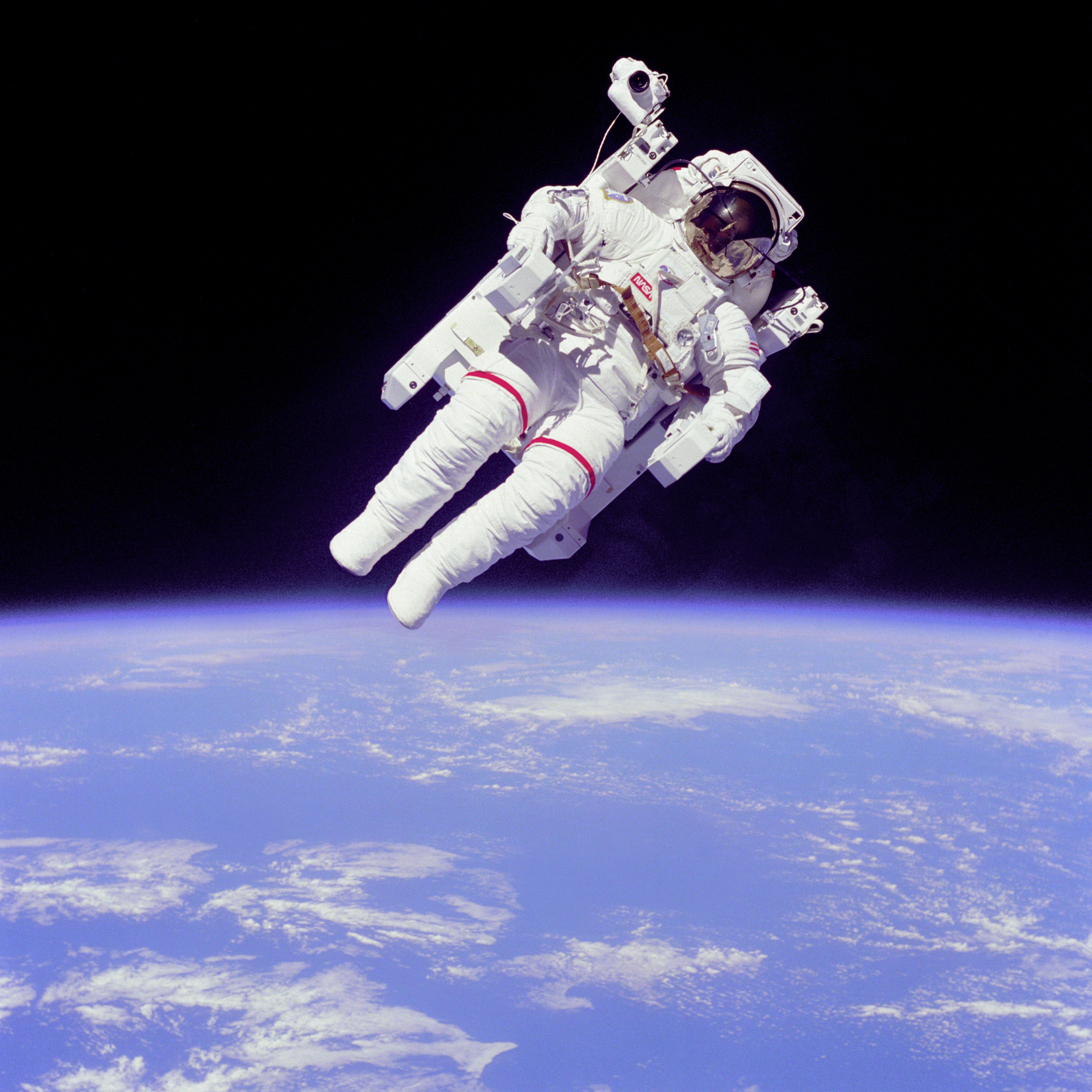
Astronaut Bruce McCandless v únoru 1984 při výstupu do vesmíru v MMU
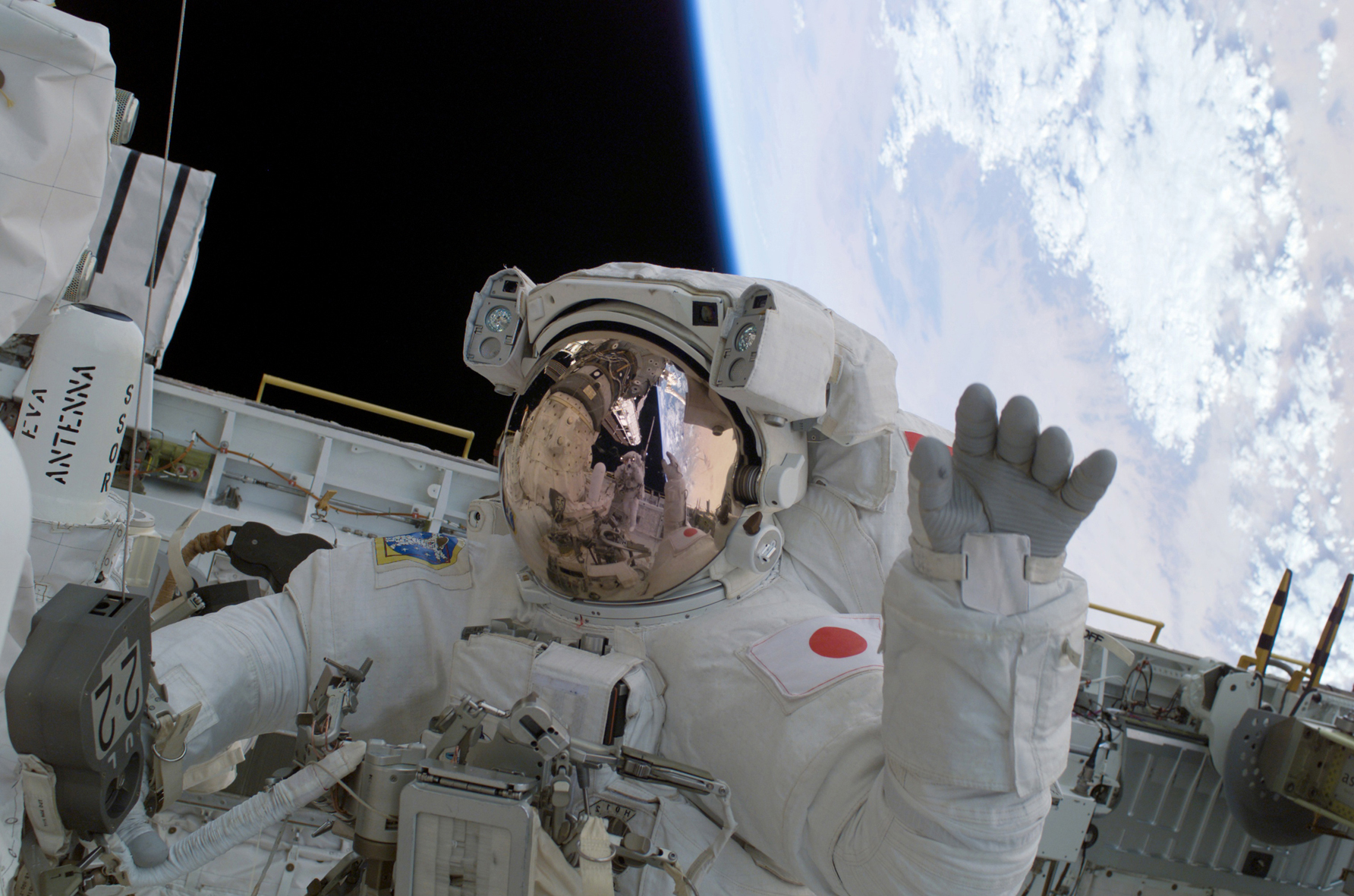
Sóiči Noguči při EVA mise STS-114
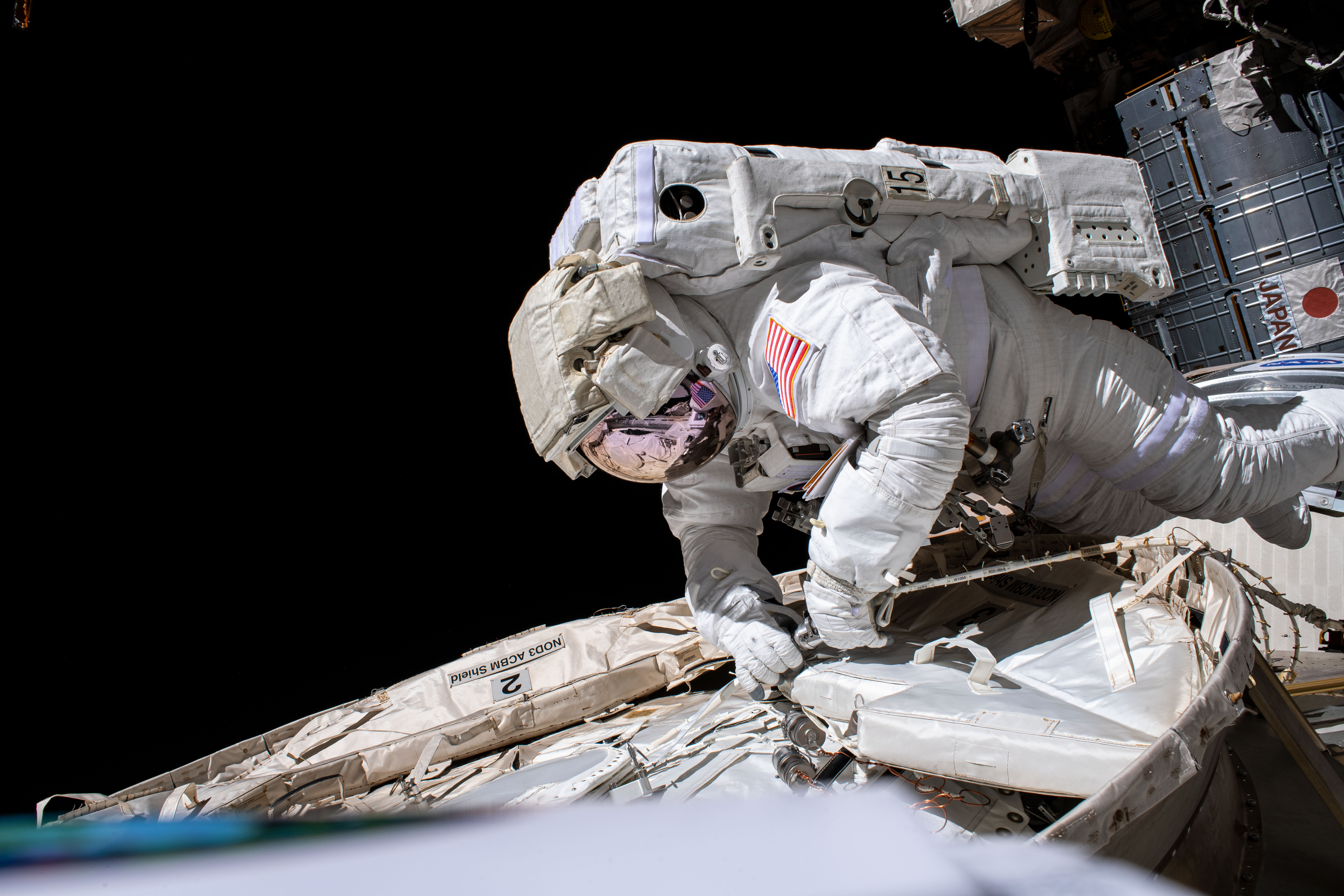
Christopher Cassidy při EVA
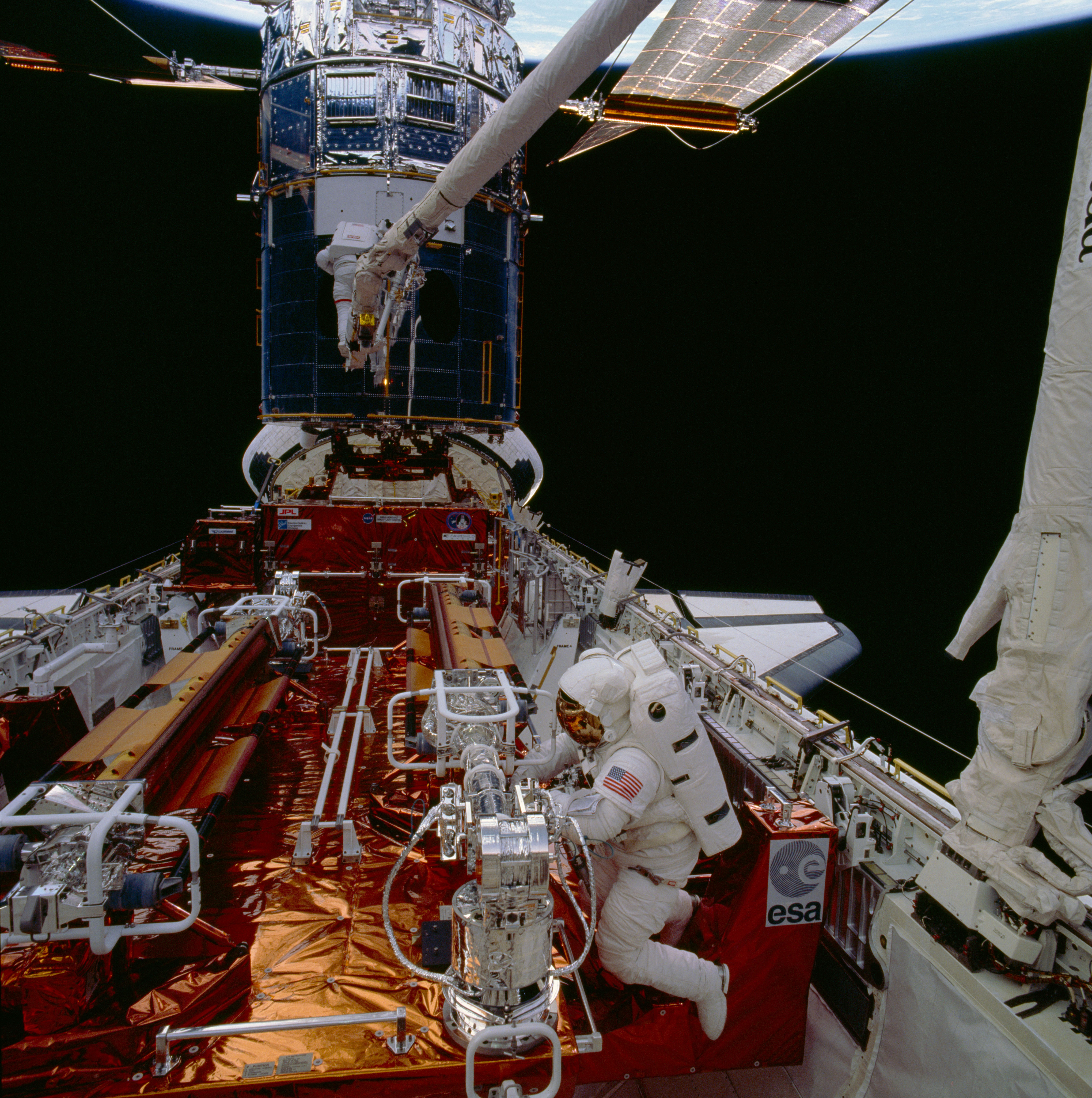
Výstup do vesmíru při misi STS-61
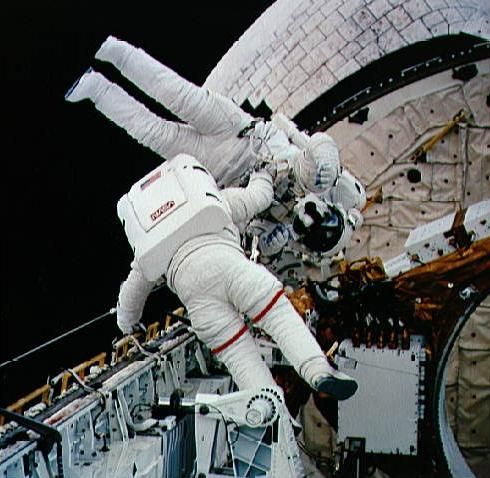
Výstup do vesmíru při misi STS-54
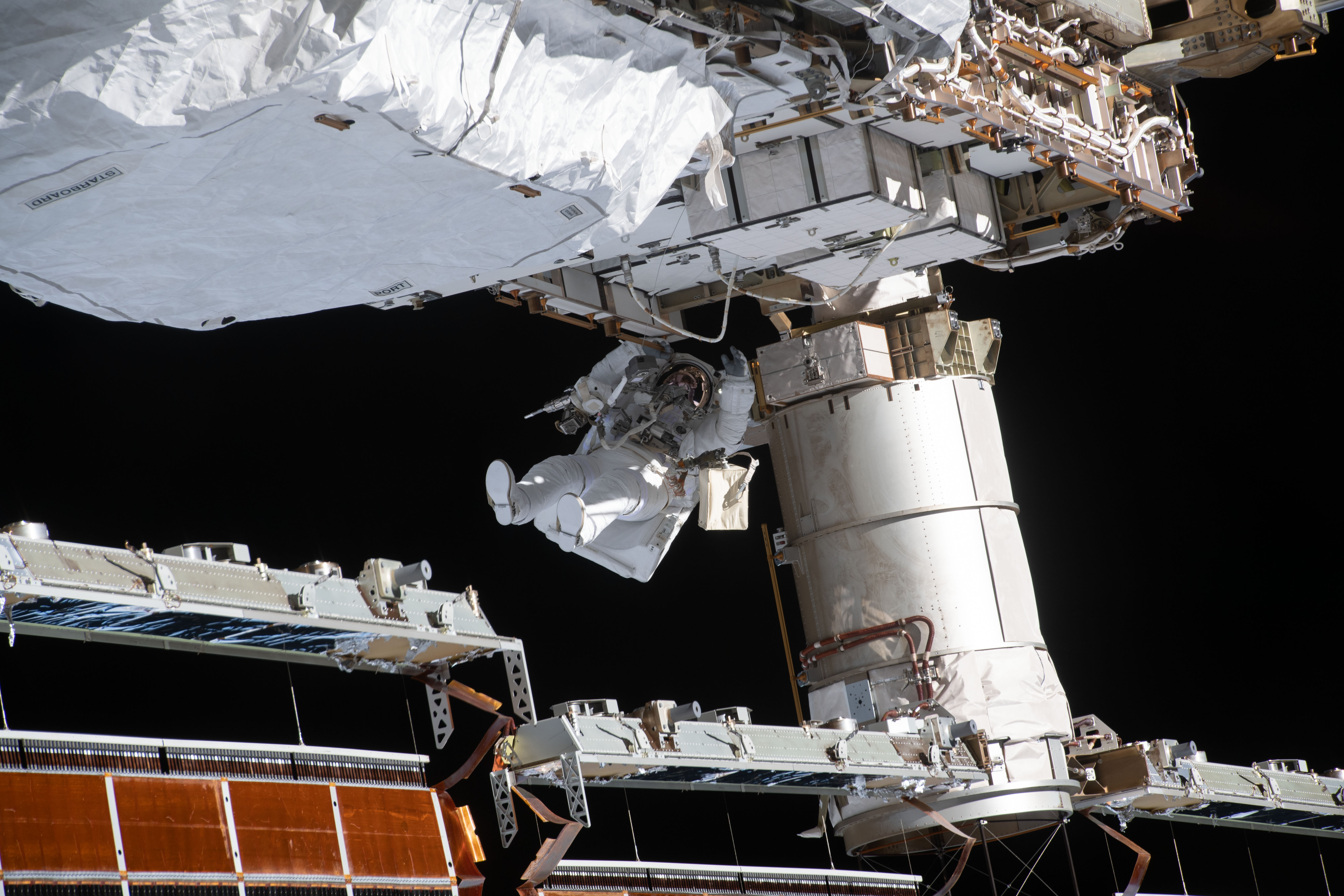
Victor Glover při EVA
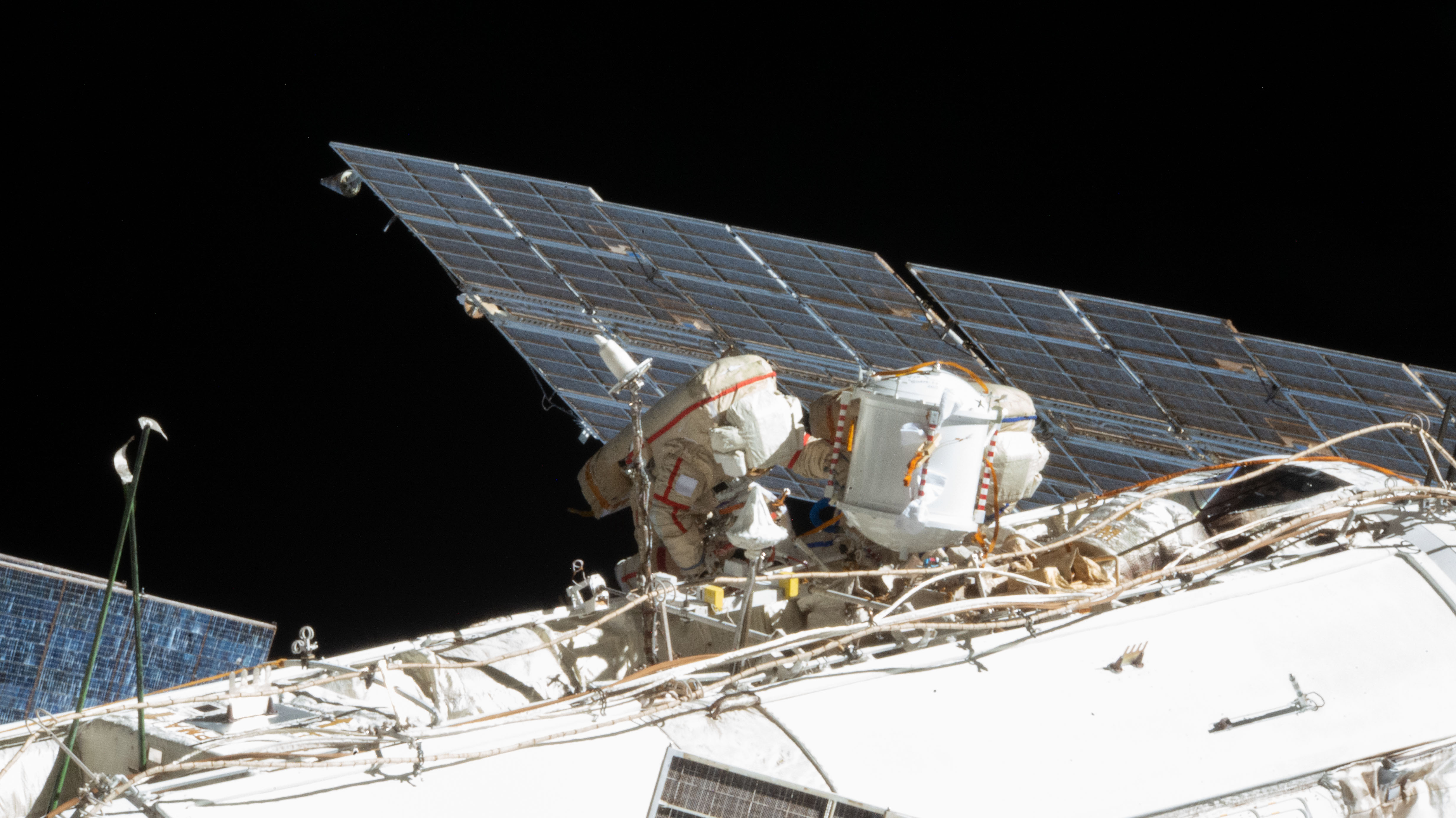
Výstup do vesmíru Expedice 64